# Provincia di al-Hudud al-Shamaliyya
La provincia di al-Ḥudūd al-Shamāliyya (in arabo الحدود الشمالية‎?, ossia "Confini settentrionali"), è una provincia dell'Arabia Saudita.
Si trova nell'area centro-settentrionale del Paese, al confine con l'Iraq. Ha una superficie di 127.000 km² e una popolazione di 237.100 abitanti (1999). Il suo capoluogo è 'Ar'ar.

## Elenco dei governatori
- ʿAbd Allāh bin ʿAbd al-ʿAzīz bin Musaʿed bin Jiluwi Āl Saʿūd (1957 - 4 luglio 2015)
- Mishʿal bin ʿAbd Allāh bin ʿAbd al-ʿAzīz bin Musaʿed Āl Saʿūd (13 luglio 2015 - 22 aprile 2017)
- Fayṣal bin Khālid bin Sulṭān Āl Saʿūd, dal 22 aprile 2017